# Marketing społecznie zaangażowany
Marketing społecznie zaangażowany (ang. cause related marketing – CRM) – forma pośrednia pomiędzy marketingiem komercyjnym a marketingiem społecznym (często mylona z tym ostatnim). Jest ona narzędziem społecznej odpowiedzialności biznesu.
W marketingu społecznie zaangażowanym firmy wspierają określony cel społeczny, jednocześnie poprawiając swój wizerunek i przyczyniając się do umocnienia swojej pozycji na rynku. Zawsze dochodzi do współpracy trzech stron: biznesu, organizacji społecznych oraz konsumentów.
Przykładową formą działania w ramach CRM może być przeznaczanie określonej części zysku ze sprzedaży danego towaru na wybrany cel prospołeczny.

## Definicje
- W ujęciu P. R. Varadarajan oraz A. Menon marketing społecznie zaangażowany polega na podejmowaniu działań marketingowych, które sygnalizują klientom, że część zysków ze sprzedaży określonych produktów firma przekaże na realizację celów społecznych[2].

- Według D. Maison oraz P. Wasilewskiego CRM jest „obszarem między czystym biznesem a filantropią. Z jednej strony jest filantropijnym działaniem na rzecz danej sprawy (causa), ale równocześnie jest biznesem dla wszystkich stron zaangażowanych w sprawę.”[3]

- Zdaniem W. Kozłowskiego, CRM jest działaniem podejmowanym w zakresie strategii marketingowej przedsiębiorstwa, które dostosowuje swoje główne cele marketingowe do potrzeb określonej sprawy lub organizacji charytatywnej. W CRM mamy styczność ze strategią opartą na dawaniu umotywowanym zyskiem, gdzie cele społeczne są częścią celów marketingowych, a klienci są bezpośrednio zaangażowani w realizację celów społecznych[4].

## Korzyści z CRM
W marketingu społecznie zaangażowanym ważna jest przede wszystkim dobrze dobrana strategia i spójna komunikacja, ponieważ odpowiednio zaplanowane działania mogą przynieść wiele korzyści każdej ze stron. Do korzyści przedsiębiorstw, które wynikają z włączenia się w realizację celów społecznych należą: wzrost lojalności klientów, zwiększenie motywacji pracowników, poprawa wizerunku firmy, a także osiągnięcie większego zysku ze sprzedaży. Można wyróżnić również korzyści dla organizacji non-profit i społeczeństwa, takie jak: dostrzeżenie i rozwiązanie określonego problemu społecznego, wzrost poziomu zaangażowania w realizację celów społecznych, pomoc organizacjom non-profit w skuteczniejszym realizowaniu celów statutowych, wzrost efektywności działań oraz poprawienie wizerunku i zwiększenie popularności organizacji.

## Typy mechanizmów kampanii CRM
CRM to połączenie interesów zarówno firmy, jak i organizacji społecznej oraz klienta. Każda ze stron powinna czerpać korzyści z działań CRM, a interakcje między tymi grupami mogą zachodzić według różnych mechanizmów. Przykłady CRM obejmują:
- purchase triggered donation – jest to darowizna stymulowana przez zakup, która polega na tym, że część zysku ze sprzedaży, który może być określony procentowo lub liczbowo, jest przekazywana na cele charytatywne;
- trial triggered donation – przekazywanie określonej kwoty za każdą podpisaną umowę lub korzystanie z usługi;
- voucher collection scheme – umożliwia klientowi przekazanie zebranych punktów na określony cel społeczny;
- CRM as incentive to action – zachęcanie konsumentów do wzięcia udziału w wydarzeniu poprzez obietnicę przekazania darowizny na określony cel społeczny[6].

## Formy promocji w marketingu społecznie zaangażowanym
- reklama – płatna forma przekazu, który ma na celu promowanie sprzedaży, korzystania z usług lub wspieranie określonej idei. Jest najważniejszym instrumentem promocji. Zazwyczaj w reklamie wspierającej marketing społecznie zaangażowany wykorzystywane są tradycyjne media, czyli telewizja i prasa;

- public relations – zaplanowane i długotrwałe działania prowadzące do zbudowania i utrzymania pozytywnych relacji między organizacją a jej otoczeniem;

- sponsoring – płatny instrument promocji, polegający na wspieraniu organizacji w zamian za promowanie np. logo sponsora. W przypadku marketingu społecznie zaangażowanego, obiektem sponsorowanym jest na ogół fundacja lub inna organizacja non profit;

- sprzedaż osobista – bezpośrednia forma komunikowania się przedsiębiorstwa z nabywcą w celu zawarcia umowy. Jest to najbardziej zindywidualizowana forma komunikacji marketingowej;

- promocja sprzedaży – krótkoterminowe i zaplanowane działania mające na celu przekonanie klientów do nabycia produktu lub usługi. Może być skierowana zarówno do konsumentów, jak i do pośrednich ogniw sprzedaży.